# 埼玉県立鶴ヶ島清風高等学校
埼玉県立鶴ヶ島清風高等学校（さいたまけんりつ つるがしませいふうこうとうがっこう）は、埼玉県鶴ヶ島市に所在する公立の高等学校。通称は「清風」（せいふう）。
設立当初は1年次の国数英で30分授業を導入するなどの新しい取り組みを行っていた。

現在は国数英での習熟度授業を行い、2・3年次での選択科目により多彩な授業展開を行っている。

## 設置学科
- 単位制 普通科

## 沿革
- 2008年（平成20年） - 埼玉県立毛呂山高等学校と埼玉県立鶴ヶ島高等学校が統合され、埼玉県立鶴ヶ島清風高等学校として設置される。

## 交通
- 東武越生線一本松駅下車徒歩15分。